# Val-de-Virvée
Val-de-Virvée è un comune francese del dipartimento della Gironda nella regione della Aquitania-Limosino-Poitou-Charentes.
È stato creato il 1º gennaio 2016 dalla fusione dei preesistenti comuni di Aubie-et-Espessas, Saint-Antoine e Salignac.
Il capoluogo è la località di Aubie-et-Espessas.